# Allen Ginsberg
Irwin Allen Ginsberg (Newark (New Jersey), 3 juni 1926 - New York, 5 april 1997) was een Amerikaans dichter van joodse afkomst.
In de jaren 40 van de twintigste eeuw studeerde hij aan de Universiteit van Columbia (bij Mark Van Doren), waar hij vriendschap sloot met de schrijvers William S. Burroughs en Jack Kerouac. In het midden van de jaren vijftig zou hij een leidende rol spelen in de Beat Generation samen met dichters als Gary Snyder en Michael McClure.
In 1956 publiceerde hij zijn eerste werk: Howl And Other Poems. Hoewel het gedicht heftige reacties opriep wegens vermeende obsceniteit, werd het een groot succes. Ook Ginsbergs openheid over zijn homoseksualiteit – Peter Orlovsky was zijn levenspartner – maakte hem controversieel. Zijn collega-schrijvers, met name Jack Kerouac, William Carlos Williams en Kenneth Rexroth hadden meer vertrouwen in hem. Hij werd zelf ook sterk beïnvloed door deze schrijvers.
Ginsberg had een sterke drang om de grenzen van zijn bewustzijn te verkennen. Dat deed hij door het gebruik van drugs zoals marihuana, en andere geestverruimende middelen. Dit inspireerde hem sterk bij het schrijven van gedichten. William Blake, de Engelse dichter, was hem daarbij een voorbeeld. Veel gedichten van Ginsberg bevatten elementen van oorlog. Onderwerpen als de gaskamers in de Tweede Wereldoorlog en de oorlog in Vietnam komen regelmatig voor in zijn gedichten.
Ginsberg ontving talrijke prijzen waaronder de Woodbury Poetry Prize, de National Book Award for Poetry, NEA grants en een Lifetime Achievement Award van de Before Columbus Foundation. Gedurende de laatste jaren van zijn leven was Ginsberg docent aan de Universiteit van Brooklyn.
Ginsberg ging zich steeds meer interesseren voor het boeddhisme en werd op latere leeftijd boeddhist.
Ginsberg was bevriend met Bob Dylan en figureert in de clip van Subterranean Homesick Blues in het openingsshot van D. A. Pennebaker's documentaire Dont look back.

## Publicaties (in het Nederlands)

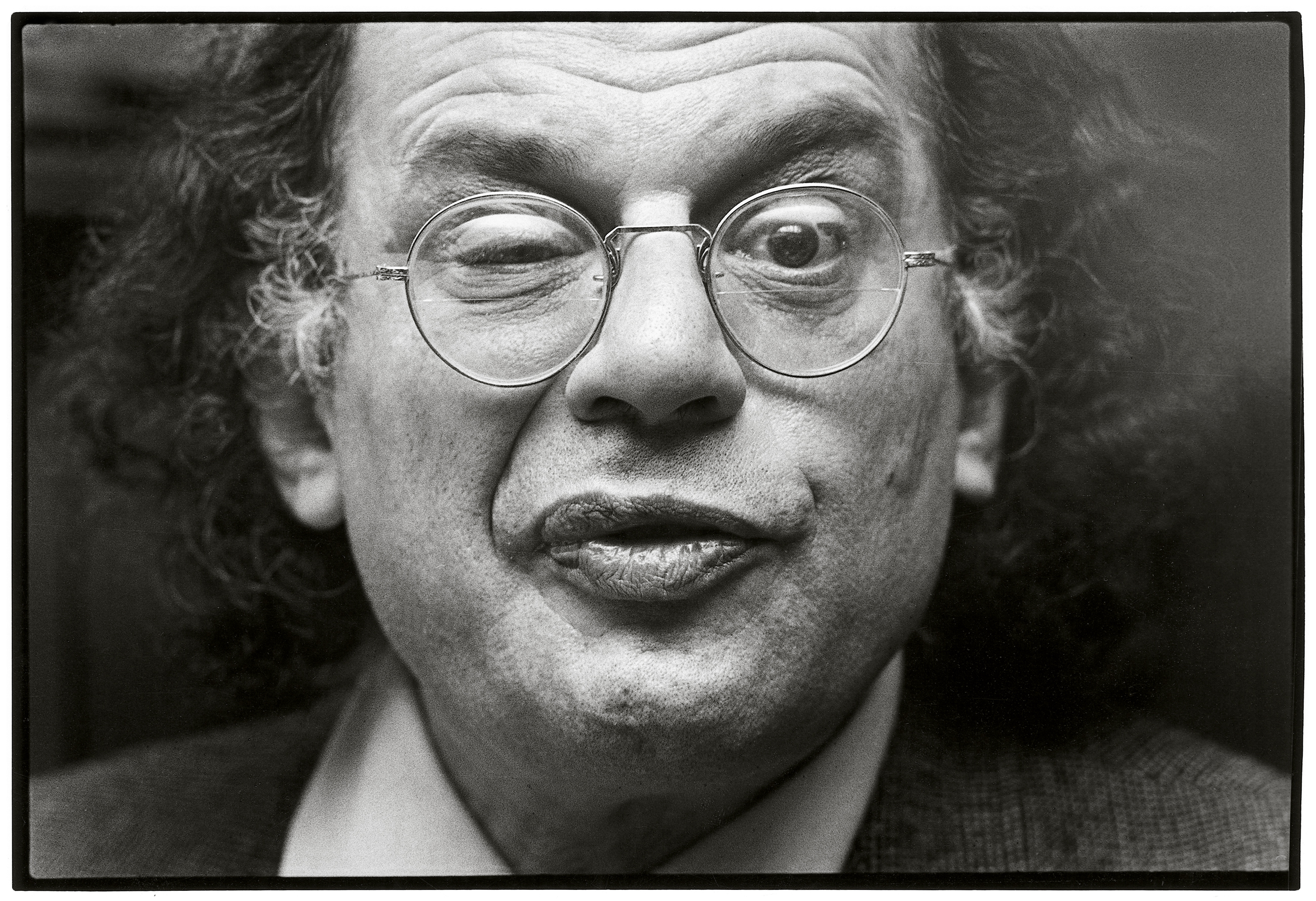
Ginsberg (1979)

- Allen Ginsberg: Howl, Kaddisj en andere gedichten. Vertaald door Simon Vinkenoog & Joep Bremmers. Utrecht, IJzer, 2012. ISBN 978-90-8684-028-1
- Allen Ginsberg: Me and my peepee. Vert. door Simon Vinkenoog; samenstelling en selectie Coen de Jonge. Groningen, Passage, 2002. ISBN 90-5452-086-8
- Allen Ginsberg: Auw. Herdicht naar de Nederlandse vert. van Howl door Ko Dieleman & Ed Korlaar. Howl. Vert. door Simon Vinkenoog. Amsterdam, Kokadorus, 1992. ISBN 90-800842-1-2
- Allen Ginsberg: Plutonian ode = Plutonische ode Vertaling Simon Vinkenoog. Heerlen, Uitgeverij 261, 1980. ISBN 90-6521-081-4
- Allen Ginsberg: De verandering. Keuze, samenst. en vert. Gerard Belart. Rotterdam, Cold Turkey press, 1973. Geen ISBN
- William S. Burroughs: Spuiten is moord. Met een voorwoord van Allen Ginsberg. Vert. door Hans Plomp. Amsterdam, Meulenhoff, 1970. Geen ISBN.
- Allen Ginsberg: Proef m'n tong in je oor. Een keuze uit de dichtbundels Howl, Kaddish en Reality sandwiches alsmede andere teksten. Vert. door Simon Vinkenoog. Amsterdam, De Bezige Bij, 1966. Geen ISBN. 2e druk 1973: ISBN 90-234-4436-1